# Joan Röell
Joan Röell, né à Haarlem le 21 juillet 1844 et mort à La Haye le 13 juillet 1914, est un juriste et homme d'État libéral néerlandais issu d'une famille éminente d'administrateurs.

## Biographie
Röell est, en tant qu'ancien greffier des États de Hollande, bien au courant de l'organisation de la politique nationale et de la gestion des eaux. En 1877, il est élu à la chambre basse pour la circonscription d'Utrecht. Il n'a pas de spécialisation, mais s'intéresse à beaucoup de sujets différents. Après sa non-réélection en 1886, il devint membre du Sénat. Il adopta une attitude conciliatrice à propos de la problématique autour de l'établissement de la loi sur l'enseignement.
Il forme en 1894 le cabinet (libéral modéré) Röell qui multiplie par deux le nombre des électeurs. Dans ce gouvernement, il est également ministre des affaires étrangères.
En 1901, il est à nouveau membre de la Chambre basse. En 1909, n'étant pas réélu, sa fonction de président de la Chambre basse prend fin. Les dernières années de sa vie, il est vice-président du Conseil d'État.